# 에이미 레드포드
에이미 레드포드(Amy Redford, 1970년 10월 22일 ~ )는 미국의 배우, 영화 감독, 영화 프로듀서, 텔레비전 배우, 영화배우이다.
샌타모니카에서 태어났다.

## 영화
- 헤이트 크라임 (2017년)
- 원더우먼 스토리 (2017년)
- 퍼스트 펄슨 싱귤러 (2009년) - 신시아 역
- 더 드럼 비트 트와이스 (2008년) - 빅토리아 역
- 나의 인생 나의 기타 (2008년)
- 선샤인 클리닝 (2008년) - 헤더 역
- 크라이 퍼니 해피 (2003년) - 앨리 역
- 러브 인 맨하탄 (2002년)